# ماجا کیلدموس
ماجا کیلدموس (انگلیسی: Maja Kildemoes؛ زادهٔ ۱۵ اوت ۱۹۹۶) بازیکن فوتبال اهل دانمارک است.

وی همچنین در تیم ملی فوتبال زنان دانمارک بازی کرده‌است.